# Schlossstraße 26 (Korschenbroich)

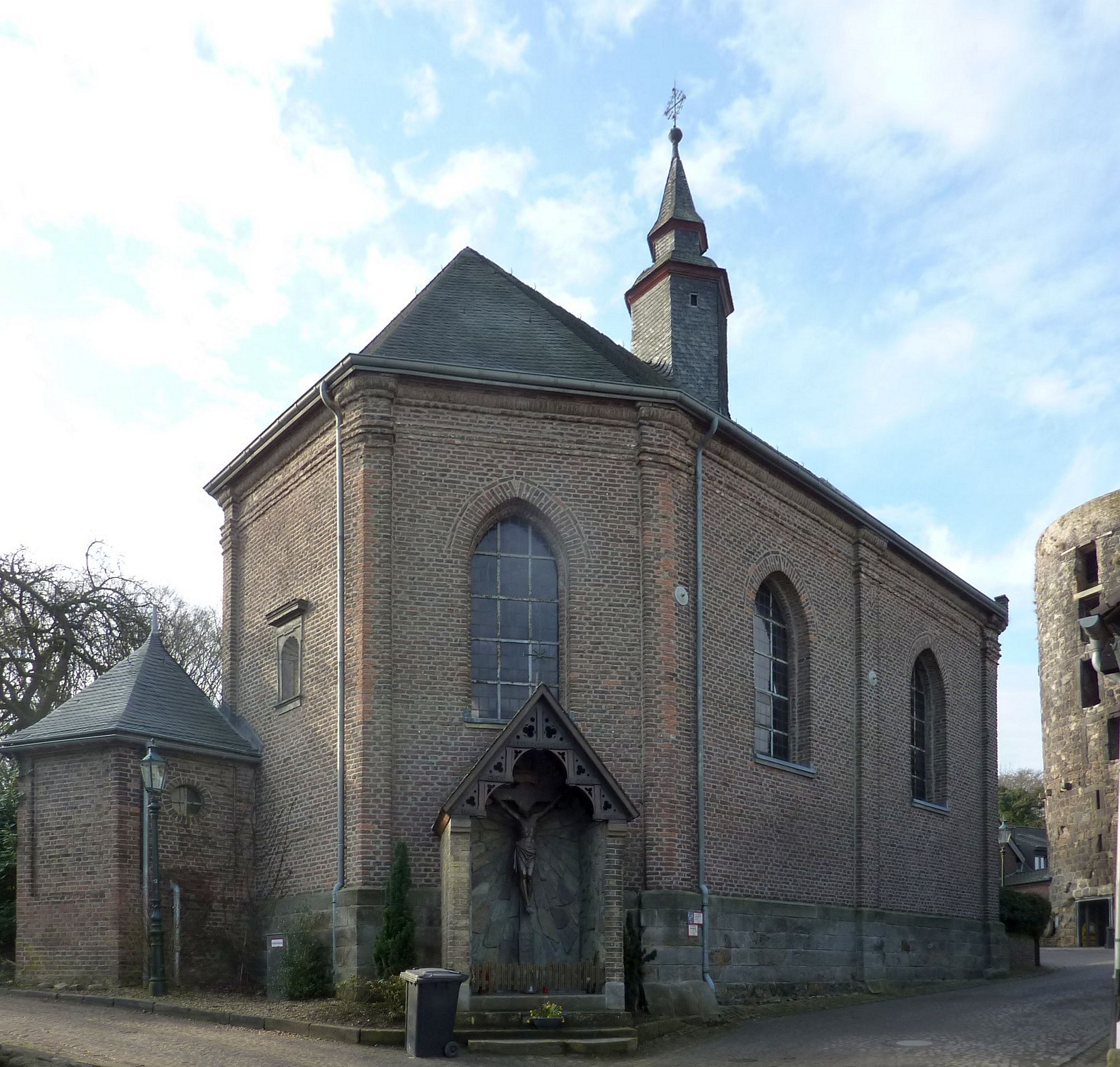
Alte katholische Pfarrkirche

Die alte katholische Pfarrkirche Schlossstraße 26 steht im Stadtteil Liedberg in Korschenbroich  im Rhein-Kreis Neuss in Nordrhein-Westfalen.
Die Kirche wurde 1707 erbaut und unter Nr. 077 am 17. September 1985 in die Liste der Baudenkmäler in Korschenbroich eingetragen.

## Architektur
Es handelt sich um einen einschiffigen Backsteinbau mit Pilastergliederung, dreiseitigem Chorschluss und Kreuzgewölben; datiert auf der Giebelseite.